# Heinrich Müller (szef Gestapo)
Heinrich Müller (ur. 28 kwietnia 1900 w Monachium, prawdopodobnie zm. maj 1945) – zbrodniarz nazistowski, SS-Gruppenführer i generał-porucznik policji, radca i dyrektor kryminalny Rzeszy (Reichskriminaldirektor), od 27 września 1939 do końca II wojny światowej szef Gestapo – Urzędu IV w Głównym Urzędzie Bezpieczeństwa Rzeszy (RSHA).

## Kariera w SS

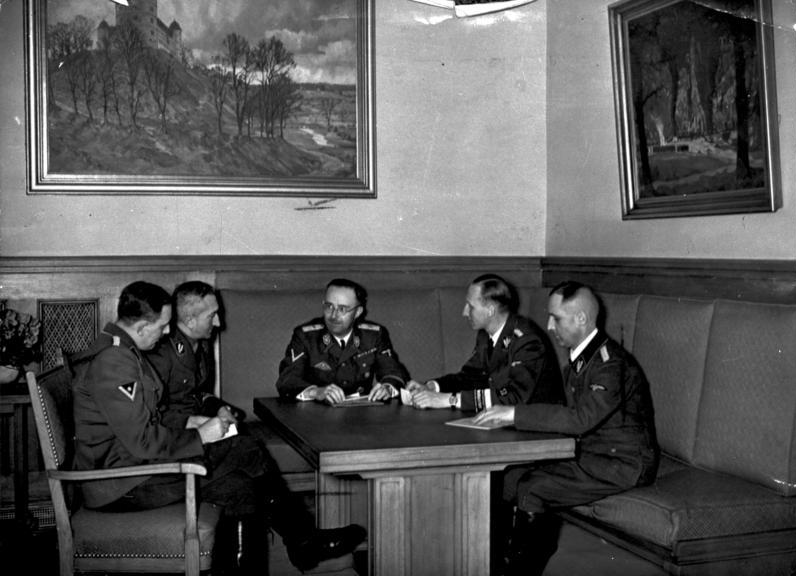
Müller (pierwszy z prawej) podczas narady kierownictwa niemieckiej policji; siedzą od lewej: oficer SS Franz Josef Huber, szef Kripo Arthur Nebe, szef SS i policji Heinrich Himmler i szef RSHA Reinhard Heydrich; listopad 1939

Członek SS (nr 107043) od 1934, członek NSDAP od 1938. Jeden z ludzi Reinharda Heydricha, cieszący się też szczególnym zaufaniem Heinricha Himmlera. Jego kariera w SS rozwinęła się po tzw. nocy długich noży 30 czerwca 1934. Jako dowódca Gestapo Müller był odpowiedzialny tylko przed Heydrichem, a po jego śmierci przed Ernstem Kaltenbrunnerem.
Heinrich Müller był bezpośrednio odpowiedzialny za zbrodnie popełnione przez Gestapo podczas wojny. Z polecenia Himmlera zaplanował i kierował prowokacją w Gliwicach 31 sierpnia 1939. Uczestniczył w konferencji w Wannsee. Osobiście przesłuchiwał też co ważniejszych więźniów Gestapo, m.in. w 1943 generała „Grota” Roweckiego. 4 marca 1944 wydał rozporządzenie znane pod nazwą Kugel-Erlass (pol. „dekret o kulkach”), nakazujący zabijanie polskich i radzieckich jeńców wojennych, złapanych po nieudanej ucieczce. Kierował też specjalną komisją śledczą w RSHA, badającą sprawę zamachu na Hitlera z 20 lipca 1944. Jego podwładnym był Adolf Eichmann, który należał do głównych „architektów” planów Holocaustu.

## W opisach mu współczesnych
Był szczupłym, niewielkiego wzrostu mężczyzną o szaroniebieskich oczach i „ujmującej powierzchowności” (według relacji oficera brytyjskiego wywiadu Sigismunda Payne’a Besta). W rozmówcę wpatrywał się badawczo, cechowała go skupiona uwaga i niezwykłe opanowanie. Unikał rozgłosu, rzadko pojawiając się publicznie, mało udzielał się w życiu towarzyskim elity III Rzeszy.

## Spekulacje wokół zaginięcia i śmierci
Po zakończeniu wojny Müller zniknął i został uznany za zmarłego w 1945. Istnieją jednak różne hipotezy jego zaginięcia i śmierci:
- został przejęty przez Amerykanów i służył CIA jako cenne źródło informacji wywiadowczej,
- działał w tzw. Organizacji Gehlena, służby wywiadowczej poprzedzającej Federalną Służbę Wywiadowczą,
- przeszedł na stronę Rosjan i uciekł do nich pod koniec kwietnia 1945 (podobno widziano go nawet w połowie lat pięćdziesiątych na honorowej trybunie w Moskwie podczas którejś z uroczystych parad pierwszomajowych),
- ukrywał się w Ameryce Południowej (podobno jeszcze w 1972 mieszkał w Peru),
- popełnił samobójstwo w ostatniej kwaterze Gestapo w podziemiach kościoła św. Trójcy w Berlinie (relacja Johanna Petera Baura, osobistego pilota Hitlera).

W 1963 r., po rozkopaniu grobu, w którym był rzekomo pochowany, okazało się, że znajdują się w nim szczątki trzech mężczyzn, z których, jak wykazały badania, żadne nie należały do dawnego szefa Gestapo.
Peter Malkin, doświadczony agent Mosadu, który brał udział w akcji schwytania Adolfa Eichmanna, w swojej książce Schwytałem Eichmanna utrzymuje, że rozpoznał Müllera w Brazylii w latach 50., podczas obserwacji jego syna przebywającego tam na urlopie.

Wraz z łączniczką, udając zakochaną parę, obserwowaliśmy kamienicę, w której mieszkał i zauważyliśmy wychodzącego na ulicę pana w średnim wieku. Nie było go na liście. Mieliśmy tylko zdjęcie syna, rodziny i matki. Po jego specyficznym kroku poznałem, że to był esesman! […] Wieczorem przysłano nam zdjęcie Müllera. Pozostali byli dość sceptyczni, ale my dwoje mieliśmy absolutną pewność, że to był on. Nigdy więcej jednak nie pojawił się w tej kamienicy.

## Odznaczenia
- Odznaka Złota Partii
- Krzyż Rycerski Wojennego Krzyża Zasługi z Mieczami
- Krzyż Żelazny I klasy ze szpangą ponownego nadania
- Wojenny Krzyż Zasługi z Mieczami I klasy
- Krzyż Żelazny II klasy ze szpangą ponownego nadania
- Wojenny Krzyż Zasługi z Mieczami II klasy
- Order Zasługi Wojskowej z Mieczami II klasy
- Medal Pamiątkowy 13 marca 1938
- Medal Pamiątkowy 1 października 1938
- Medal Pamiątkowy za Powrót Kłajpedy
- Krzyż Honorowy za Wojnę 1914-1918
- Odznaka Honorowa Olimpijska I klasy
- Odznaka Sportowa SA

## Przebieg służby
- lipiec 1918 – funkcjonariusz Wydziału VI (ds. ścigania przestępstw politycznych) monachijskiej Dyrekcji Policji w Bawarii,
- marzec 1933 – pracownik monachijskiej centrali Bawarskiej Policji Politycznej,
- początek 1934 – pracownik Centralnego Urzędu Policji krajowej,
- koniec kwietnia 1934 – funkcjonariusz Centralnego Urzędu Policji krajowej i jednocześnie kierownik podwydziału II 1A (ds. zwalczania lewicowego radykalizmu) w Pruskim Tajnym Urzędzie Policji Państwowej,
- lipiec 1934 – kierownik Wydziału II (ds. Krajowej Policji Politycznej) w Pruskim (od października 1936 w Niemieckim) Tajnym Urzędzie Policji Państwowej,
- 1938-1939 – inspektor Policji Bezpieczeństwa w Wiedniu i Pradze,
- 27 września 1939 – szef Urzędu IV (Gestapo) w Głównym Urzędzie Bezpieczeństwa Rzeszy – RSHA,
- od 1 maja 1945 – miejsce pobytu nieznane.